# Кроконовая кислота
Кроконовая кислота — химическое соединение с формулой (C5H2O5). Он имеет циклопентеновую основную цепь с двумя гидроксильными группами, смежными с двойной связью, и тремя кетонными группами на оставшихся атомах углерода. Он чувствителен к свету, растворяется в воде и этаноле, образует желтые кристаллы, разлагающиеся при 212 °C.

## История
Кроконовая кислота и ее калиевая соль (Кроконат калия) были открыты Леопольдом Гмелином в 1825 году. Он назвал ее в честь греческого τό χρόχον, что означает «шафран» или «яичный желток» из-за желто-оранжевого цвета кислоты и многих ее солей. Однако молекулярная структура кроконовой кислоты была установлена намного позже.

## Извлечение и представление
В своей работе 1825 года Леопольд Гмелин описывает шафраново-желтое кислотное вещество, которое он обнаруживает при получении калия методом Карла Эмануэля Бруннера путем накаливания карбоната калия с древесным углем и которое он называет кроконовой кислотой. Он наблюдал, как и Фридрих Велер и Йенс Якоб Берцелиус до него, образование темно-серой вязкой массы. Из него он получил путем очистки оранжевые игольчатые кристаллы неизвестной калиевой соли, которые он назвал «кроконическим калием» из-за его желтого цвета, производного от греческого слова χροχον, обозначающего шафран и яичный желток. Гмелин тогда получил с сегодняшнего дня Соединение, называемое кроконатом калия, при реакции с безводным спиртом и серной кислотой создает кроконовую кислоту. В 1843 году он установил правильную эмпирическую формулу K2(CO)5 для кроконового калия. Но только Рудольф Ницки смог определить циклическую и хиноидную форму кроконовой кислоты. Это делает кроконовую кислоту первым синтезированным циклическим карбонильным соединением, которое было получено из чисто неорганических исходных материалов.

## Свойства
Кроконовая кислота представляет собой твердый сегнетоэлектрик темно-желтого цвета, растворимый в воде и этаноле. Соединение окисляется в кислой среде с образованием щавелевой кислоты и мезоксалевой кислоты. Это сильная кислота, чувствительная к солнечному свету. В твердом состоянии кроконовая кислота имеет особую структуру, состоящую из полосок, каждая из которых представляет собой плоское кольцо из четырех молекул, удерживаемых вместе водородными связями. В водном растворе он имеет другую структуру. Он имеет ромбическую кристаллическую структуру.